# Московський педагогічний державний університет
Московський педагогічний державний університет — навчальний і науковий заклад в Москві, що включає 18 факультетів і 7 філій в інших містах Росії. Указом президента Росії від 2 лютого 2009 року включено до Державного зводу особливо цінних об'єктів культурної спадщини народів Російської Федерації.

## Історія
Історія Московського педагогічного державного університету починається з 1872 року, коли були засновані Московські вищі жіночі курси (далі МВЖК), що існували до 1918 року (з перервою на 1888—1900 роки). У 1918 році МВЖК перетворені в Другий Московський державний університет (МДУ II). У 1930 році Другий МДУ розділений на три самостійні виші, у числі яких був Московський державний педагогічний інститут (МДПІ), що став правонаступником університету. У 1990 році МДПІ отримав статус університету та свою сучасну назву.
В період 1932—1938 років інститут носив ім'я Андрія Сергійовича Бубнова, в 1941—1997 роках — ім'я Володимира Ілліча Леніна.

### Курси Гер'є (1872—1888)
Перший в Росії вищий навчальний заклад для жінок з університетською програмою був заснований професором Московського університету Володимиром Івановичем Гер'є. Відкриття курсів відбулося 1 листопада 1872 року.
Програма навчання спочатку була дворічною, проте з 1876/77 навчального року стала трирічною. Спеціалізація майже не передбачалася, переважали історико-філологічні дисципліни. Ніяких формальних прав закінчення курсів Гер'є випускницям не давало.
Курси працювали в приміщенні І Московської чоловічої гімназії (1872—1873), потім у приміщенні Музею Політехнічної виставки на вулиці Пречистенці (1873—1877) і в будівлі, спеціально збудованій для Політехнічного музею (1877—1888 року).
Число слухачок на курсах було на ті часи досить високим: до середини 1880-х років воно перевищувало 200 осіб. 1886 року Міністерством народної освіти заборонило прийом на курси, в 1888 році вони закрилися.
Серед викладачів курсів у різний час були: В. І. Гер'є, П. Г. Виноградов, М. С. Корелін і В. О. Ключевський (історія); М. І. Стороженко, М. С. Тихонравов, О. М. Веселовський і В. Ф. Міллер (історія мов і літератури); В. С. Соловйов і Л. М. Лопатін (історія філософії); Ф. І. Буслаєв і К. М. Биковський (історія мистецтв); Ф. О. Бредіхін (астрономія); О. Г. Столєтов (фізика) та багато інших.

### «Загальнодоступні читання» і «колективні уроки» (1888—1900)
З 1886 року (коли був припинений прийом на курси Гер'є) в Політехнічному музеї почалося читання «загальнодоступних лекцій» для жінок, організоване систематично за окремими циклами. В основному лекції читали ті ж професори, що працювали перед тим на Курсах, і проходили вони в тих же приміщеннях. «Загальнодоступні лекції» тривали до 1892 року, коли вони були закриті урядом.
З того ж 1886 існували «колективні уроки», організовані Московським суспільством виховательок і вчительок, що відрізнялися ухилом в бік природничих наук. У 1892 році більшість викладачів і слухачок «загальнодоступних читань» влилася в «колективні уроки», що проводилися до 1900 року, коли були знову відкриті Московські вищі жіночі курси.
Серед викладачів «читань» і «уроків» в різний час були: В. І. Гер'є (філософія історії); П. Г. Виноградов, М. С. Корелін, В. Й. Ключевський і О. О. Кізеветтер (історія); О. А. Мануйлов (політекономія); О. М. Веселовський (історія літератури); Л. М. Лопатін і П. І. Новгородцев (філософія); В. К. Цераський (астрономія); а також І. М. Сєченов, К. А. Тімірязєв, В. І. Вернадський та багато інших.

### II Московський державний університет (1918—1930)
16 жовтня 1918 року за рішенням Народного комісаріату освіти Курси були перетворені в Другий Московський державний університет у складі трьох факультетів: історико-філологічного, фізико-математичного та медичного. У 1921 році в Другому Московському державному університеті був організований педагогічний факультет, який у майбутньому визначив спеціалізацію університету.

### Московський державний педагогічний інститут ім. А.С.Бубнова (1930—1938)
1930 року на основі Другого Московського університету створено три самостійні інститути:
- Другий Московський державний медичний інститут (нині Російський державний медичний університет);
- Московський державний інститут тонкої хімічної технології (нині Московська державна академія тонкої хімічної технології імені М. В. Ломоносова);
- Московський державний педагогічний інститут на базі педагогічного факультету.

### Московський державний педагогічний інститут ім. В.І.Леніна (1941—1990)
В роки війни Московський державний педагогічний інститут продовжував навчання і наукову роботу, яка переривалася лише на короткий термін з 17 жовтня по 17 листопада 1941 року під час облоги у столиці. Через війну були переглянуті навчальні плани і програми, з переходом на скорочене 3-річне навчання. Серед них також відомий радянський історик та педагог Петро Васильович Гора.
Багато студентів і викладачів, аспірантів МДПІ пішли на фронт. Четверо з них удостоєні звання Героя Радянського Союзу: А. Ф. Акімова, В. Л. Бєлік, Д. Ф. Жмуровський, Н. Ф. Рубцов.
1944 року при МДПІ відкриті Вищі педагогічні курси, тоді ж інститут отримав право захисту дисертацій на факультетах. В роки війни до МДПІ приєднані Московський Дефектологічний інститут (на його основі в МДПІ створений дефектологічний факультет) та МДПІ імені К. Лібкнехта. Московський художній учительський інститут і Московський учительський інститут іноземних мов стали факультетами Міського педагогічного інституту (з 1946 року — МДПІ ім. В. П. Потьомкіна). У 1960 році до МДПІ приєднаний Московський міський педагогічний інститут ім. В. П. Потьомкіна.
У 1950—1960-ті роки МДПІ ім. Леніна отримав і неофіційну назву — «співаючий інститут». Випускниками МДПІ з'явилися такі відомі барди як Юрій Візбор, Ада Якушева, Юлій Кім, Юрій Ряшенцев та інші.

### Московський педагогічний державний університет (після 1990)
1 серпня 1990 року Московському державному педагогічному інституту повернуто статус університету, який отримав нову сучасну назву — Московський педагогічний державний університет.
Університет став першим і єдиним педагогічним вишем Росії, акредитованим як наукова організація поряд з такими вишами як МЕІ, МІФІ, МДТУ ім. Н. Е. Баумана

## Нагороди
- Орден Трудового Червоного Прапора
- Орден Леніна
- МДПІ був віднесений до категорії вишів (в числі 50 інститутів), що виконують найважливіші науково-дослідні роботи в СРСР.

## Структура і напрями підготовки
Сьогодні на 18 факультетах МПДУ в шести корпусах, розташованих в різних районах Москви, навчаються понад 14 тисяч студентів. Ведеться навчання іноземних студентів. Відкрито кілька філій Університету в містах Росії.
Університет готує фахівців: учителів з усіх шкільних предметів, дефектологів, соціологів, журналістів, юристів, психологів і т. д. За деякими наукам у МПДУ можна отримати ступінь бакалавра і магістра відповідної освіти або науки. Найкращим студентам призначають стипендії Президента РФ, Уряду РФ, О. Ф. Лосєва, П. С. Новікова.
В МПДУ діє 32 дисертаційних ради, з них 22 докторських. Ведеться активна діяльність в галузі фундаментальних і прикладних наукових досліджень в 13 галузях науки. Бібліотека МПДУ містить унікальні за своєю цінністю видання; загальний фонд — близько 2 млн книг. Одна з найстаріших і найбільших вишівських бібліотек РФ.
В числі випускників ВНЗ різних років історики, журналісти, письменники, політики, адміністратори, барди (Юрій Візбор, який написав у 1953 р. у співавторстві з Юрієм Ряшенцевим Гімн МДПІ [Архівовано 11 січня 2012 у Wayback Machine.], Юлій Кім, Ада Якушева, Юрій Ряшенцев та інші; завдяки їм одним із жартівливих назв вишу стало «Московський державний співаючий інститут») і, звичайно ж, науковці і педагоги.

### Факультети та підрозділи МПДУ
| Факультети 1. біолого-хімічний; 2. географічний; 3. дефектологічний; 4. дошкільної педагогіки і психології; 5. іноземних мов; 6. історичний; 7. математичний; 8. музичний; 9. початкових класів; 10. педагогіки і психології; 11. слов'янської та західноєвропейської філології; 12. соціології, економіки і права 13. технології та підприємництва; 14. фізики та інформаційних технологій; 15. фізичної культури; 16. філологічний; 17. хімічний; 18. художньо-графічний. | Інші підрозділи 1. Факультет професійної перепідготовки; 2. Факультет додаткового педагогічної освіти; 3. Підготовчі курси. |

## Викладачі
- Бабкін Михайло Анатолійович — доктор історичних наук, професор.
- Введенський Ростислав Михайлович — історик, доктор історичних наук, професор.
- Гора Петро Васильович — професор.
- Гребенча Михайло Кузьмич
- Данилевський Ігор Миколайович — історик, доцент.
- Євенчік Софія Львівна — історик, доцент.
- Кобрин Володимир Борисович — історик, доктор історичних наук, професор.
- Муригіна Надія Федорівна — історик, спеціаліст з античної історії.
- Нарочницький Олексій Леонтійович — історик, академік Академії наук СРСР, доктор історичних наук, професор.
- Нікітін Микола Никифорович — математик.
- Нечкіна Милиця Василівна — історик, академік Академії наук СРСР, доктор історичних наук, професор.
- Павленко Микола Іванович — історик, доктор історичних наук, професор.
- Студенікін Михайло Тимофійович — радянський педагог, історик, завідувач кафедри методики викладання історії (1989—2015).
- Халєєва Ірина Іванівна (* 1946) — радянський та російський філолог, ректор університету (1986—2016).
- Хуторськой Андрій Вікторович — доктор педагогічних наук, член-кореспондент Російської академії освіти[2] (2006), дійсний член (академік)  Міжнародної педагогічної академії (1996)
- Щагін Ернст Михайлович — історик, професор.
- Чаплигін Сергій Олексійович — фізик, академік  Академії наук СРСР.
- Цузмер Мойсей Якович  — біолог.

## Випускники
- Азарська Олександра Олександрівна (1948) — педагог, психолог, дефектолог, вчений-дослідник, Заслужений раціоналізатор України, академік та віце-президент АМТН України.
- Антонов Олексій Тихонович — художник, член Спілки художників СРСР, кандидат наук, професор живопису.
- Архангельський Олександр Миколайович (1962) — журналіст, телеведучий.
- Венедиктов Олексій Олексійович — головний редактор радіостанції «Ехо Москви».
- Візбор Юрій Йосипович (1934—1984) — бард.
- Громов Сергій Васильович (1957—2000) — російський педагог.
- Захаров Вадим Арісович (1959) — російський художник, редактор, один з ключових персонажів московського концептуалізму.
- Кім Юлій Черсанович (1936) — російський поет, композитор, драматург, сценарист, бард.
- Ковальов Костянтин Петрович (К. Ковальов-Случевського) (1955) — письменник, історик, теле- та радіоведучий.
- Колєсова Олена Федорівна (1920 -1942) — розвідниця, командир диверсійної  групи партизанського загону спеціального призначення, Герой Радянського Союзу.
- Парнах Максим Олександрович (1957) — російський художник, педагог.
- Персонов Роман Іванович (1932—2002) — радянський і російський фізик — спектроскопіст.
- П'єцух В'ячеслав Олексійович (1946) — російський письменник.
- Ротанов Микола Михайлович — художник, член Спілки художників СРСР.
- Харитонов Євген Вікторович — російський поет, історик літератури і кіно, перекладач болгарської поезії і фантастики, критик, музикант.
- Чесноков Дмитро Іванович (1910—1973) — радянський вчений-філософ, партійний діяч.
- Юрганов Андрій Львович (1959) — доктор історичних наук, професор кафедри вітчизняної історії стародавнього світу та середніх віків факультету архівної справи Історико-архівного інституту в складі РДГУ (з 1997 р.).